# Копальня Фаїс

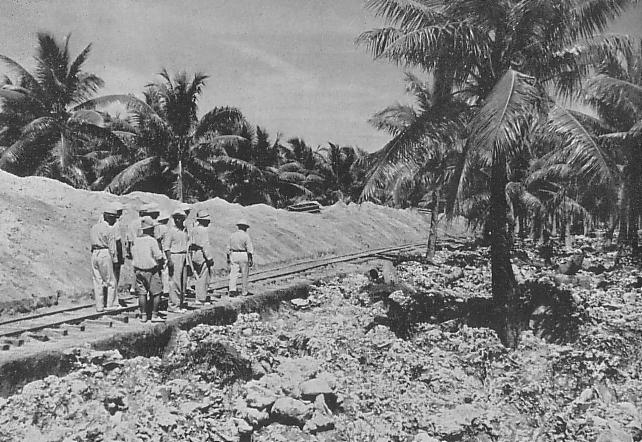
Фосфоритові розробки на Фаїсі, світлина 1930-х років

Копальня Фаїс – колишній гірничодобувний майданчик у Мікронезії на острові Фаїс (Fais, західна частина Каролінського архіпелагу).
За наслідками Першої світової війни Каролінські острови опинились під владою Японії, яка продовжила початі германцями розробки фосфоритів на Ангаурі. В середині 1930-х японці почали приділяти все більше уваги політиці самозабезпечення, що, зокрема, змусило звернути увагу на фосфорити Фаїса, які вирізнялись високою якістю (вміст фосфату кальцію до 80%), проте поки не розроблялись через відсутність на острові портової інфраструктури. В 1937-му права на розробку Фаїса передали компанії Nan' taku (Nanyo Takushoku Company), що узялась за облаштування копальні та в жовтні 1938-му відправила звідси першу продукцію.
Розробка велась відкритим способом з використанням ручної праці. Вилучені фосфорити проходили сушку, а потім вивозились через спеціально споруджений причал. Для транспортування руди в межах острова спорудили невелику залізницю (як наразі залишається єдиною залізницею в історії Федеративних штатів Мікронезії).
Можливо відзначити, що під час Другої світової війни американські підводні човни кілька раз провадили артилерійські обстріли фосфоритової копальні на Фаїсі. Вперше це спробував зробити в січні 1943-го USS Wahoo, проте у підсумку командир субмарини відмовився від атаки через появу японського судна. 28 травня 1943-го копальню обстріляв підводний човен USS Sunfish, а 27 та 30 серпня 1944-го обстріли провів USS Pollack. У підсумку копальня була зруйнована шляхом бомбардування і більше не відновлювала свою роботу.
Відомо, що в 1938 та 1939 роках з Фаїса вивезли 14 та 44 тисячі тонн фосфоритів відповідно, всього ж за період з 1938 по 1944 роки накопичений показник досягнув 283 тисячі тонн. В цілому фосфоритові роробки охопили біля 45% території острова.